# Leerbeek

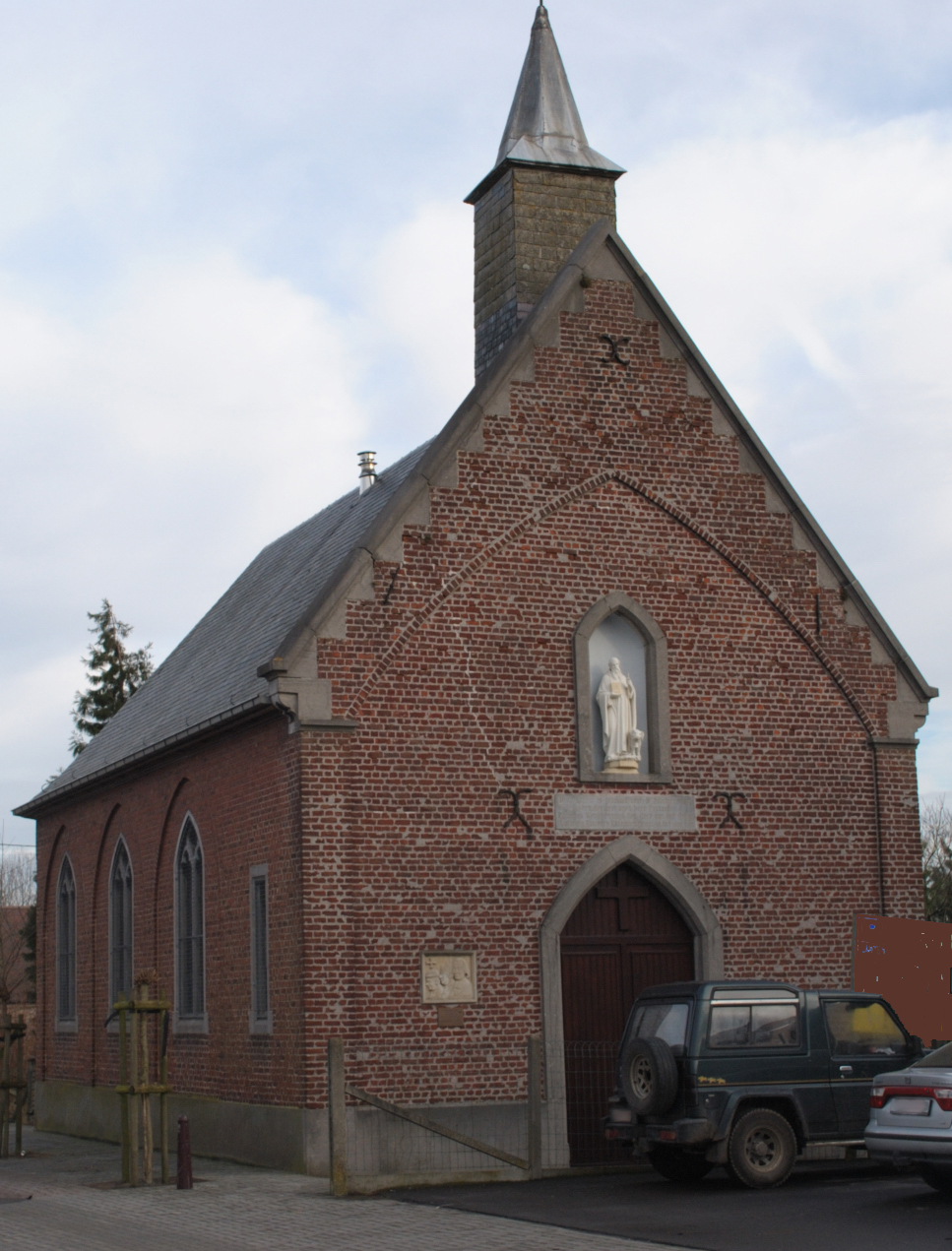
Stevenistenkerk, Leerbeek

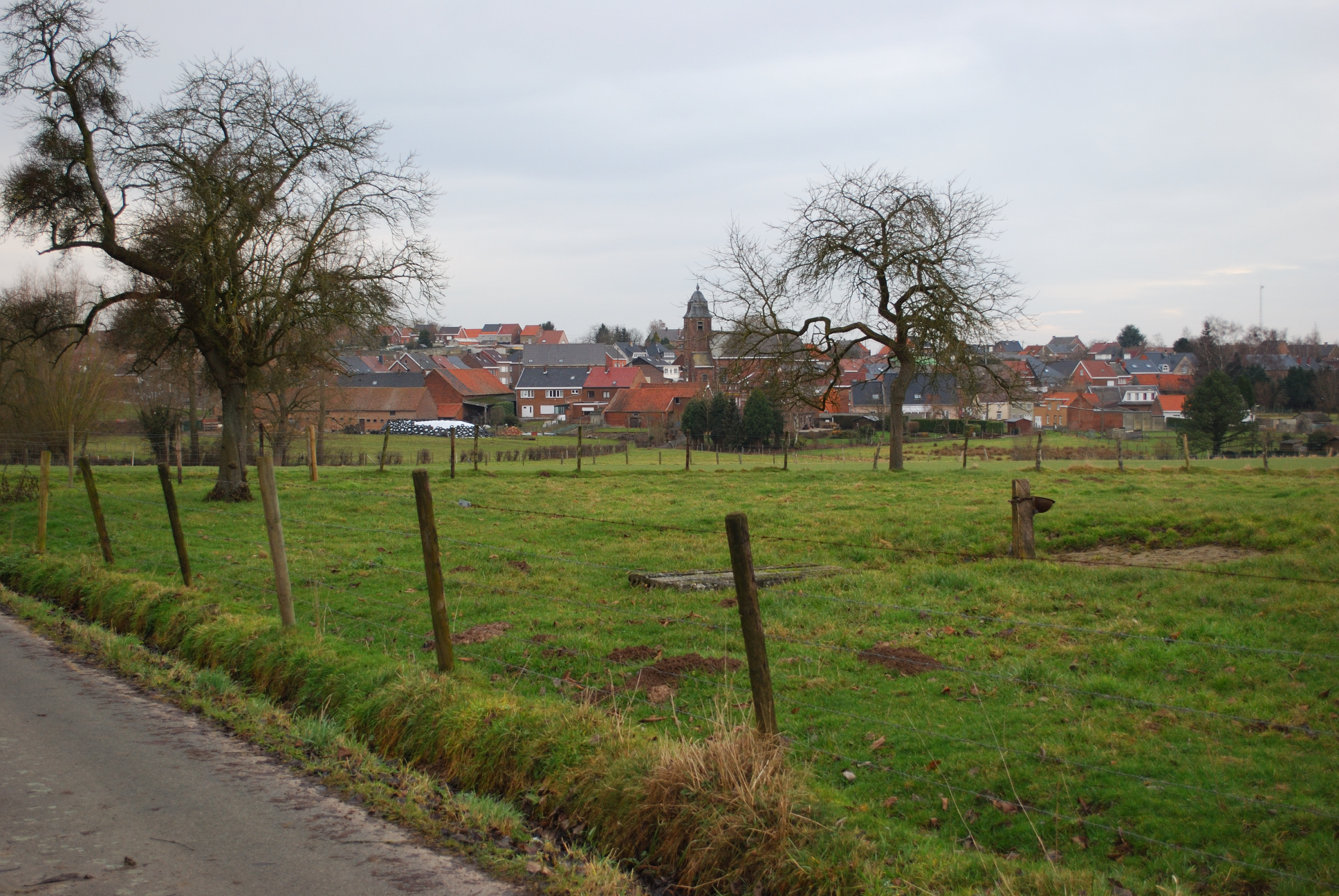
Winterzicht op Leerbeek vanuit het zuiden

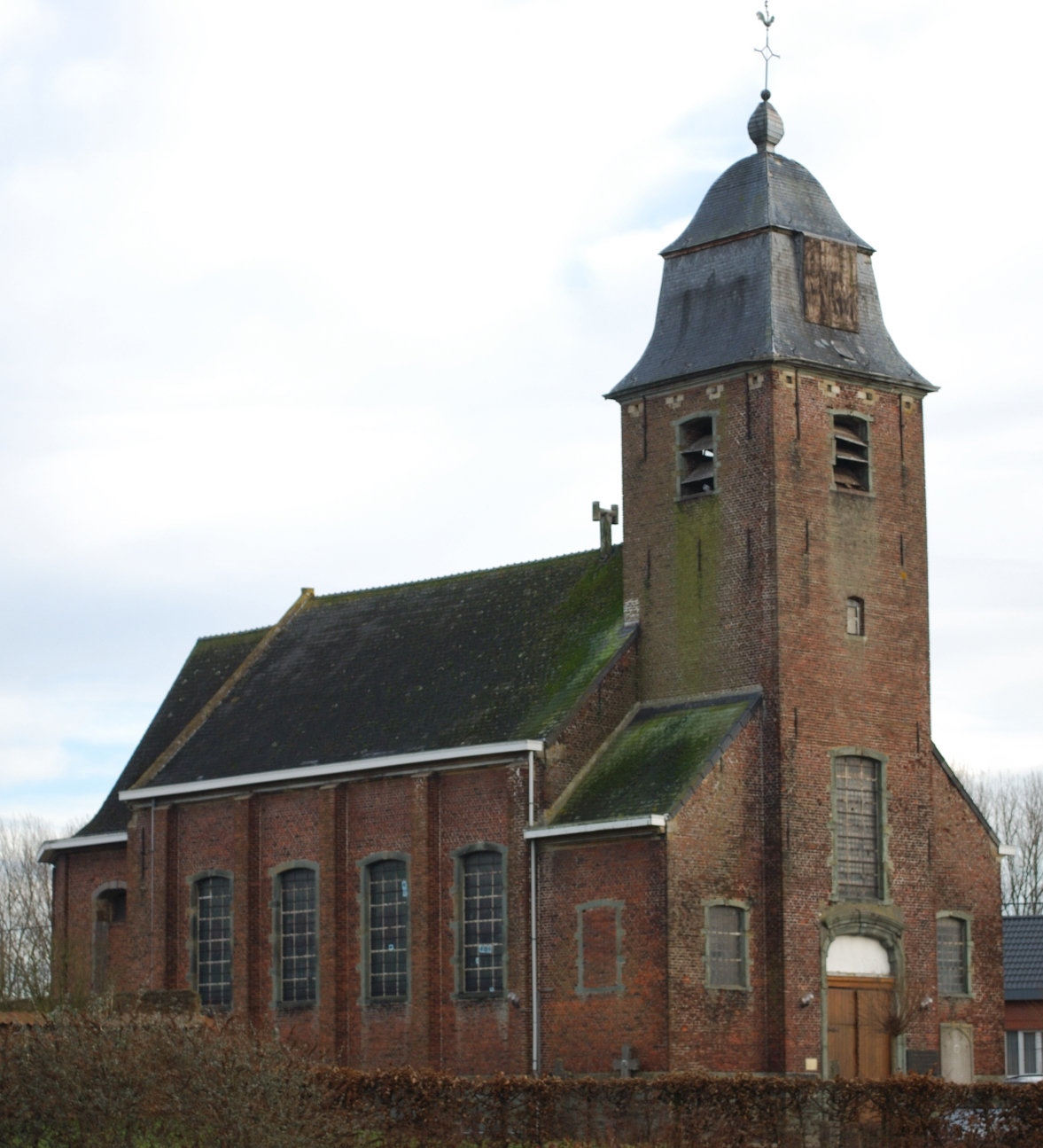
Sint-Pieterskerk, Leerbeek

Leerbeek is een deelgemeente van Pajottegem  gelegen in het Pajottenland, in de provincie Vlaams-Brabant, België. Leerbeek was een zelfstandige gemeente tot aan de gemeentelijke herindeling van 1977.

## Geschiedenis
In Leerbeek vond een Stevenistische opstand plaats in 1794 onder leiding van pastoor Philippus Winnepenninckx tegen de Franse Napoleonisten en diens groeiende aanmatigingen ten overstaan van de kerk. Ook de pastoors van de omliggende dorpen volgden zijn voorbeeld. Precies op de plaats van de woning waar oud-pastoor Winnepenninckx in 1840 overleed, bouwden zijn navolgers in 1918 te zijner nagedachtenis een neogotische kapel. Elke zondag om 9 uur is er nog een gebedsdienst in deze kapel.

## Bezienswaardigheden
- De Sint-Pieterskerk is een parochiekerk die gebouwd werd tussen 1769 en 1773 door architect Jan Bernard Thibaut. Opvallend is de groene Lembeekse steen. Bezienswaardig zijn het hoofdaltaar in barokstijl, de twee zijaltaren in eik, de preekstoel, het houtsnijwerk, een arduinen doopvont en het in 1979 geklasseerd orgel.
- De Stevenistenkerk is gebouwd op de plaats van de woning van oud-pastoor Winnepenninckx.

## Natuur en landschap
Leerbeek ligt op een hoogte van 37-103 meter. Ten westen van Leerbeek ligt het natuurgebied Kesterheide en het Lombergbos.

## Demografische ontwikkeling
- Bronnen:NIS, Opm:1831 tot en met 1970=volkstellingen; 1976 = inwoneraantal op 31 december

## Burgemeesters
- 1863-1883: Jan-François Van Lierde (ca. 1807-1883), voorheen in de gemeenteraad gedurende 22 jaar

## Nabijgelegen kernen
Kester, Pepingen, Gooik, Strijland
Deelgemeenten: Galmaarden · Gooik · Herne · Herfelingen · Kester · Leerbeek · Oetingen · Sint-Pieters-Kapelle · Tollembeek · Vollezele

Overige dorpen en gehuchten: Drie Egypten · Gemelingen · Kesterbrugge · Kokejane · Kwakenbeek · Oplombeek · Rode · Sint-Paulus · Strijland · Wilderen · Woestijn

Belgische gemeenten · Arrondissement Halle-Vilvoorde · Vlaams-Brabant · Vlaanderen